# Palynologie

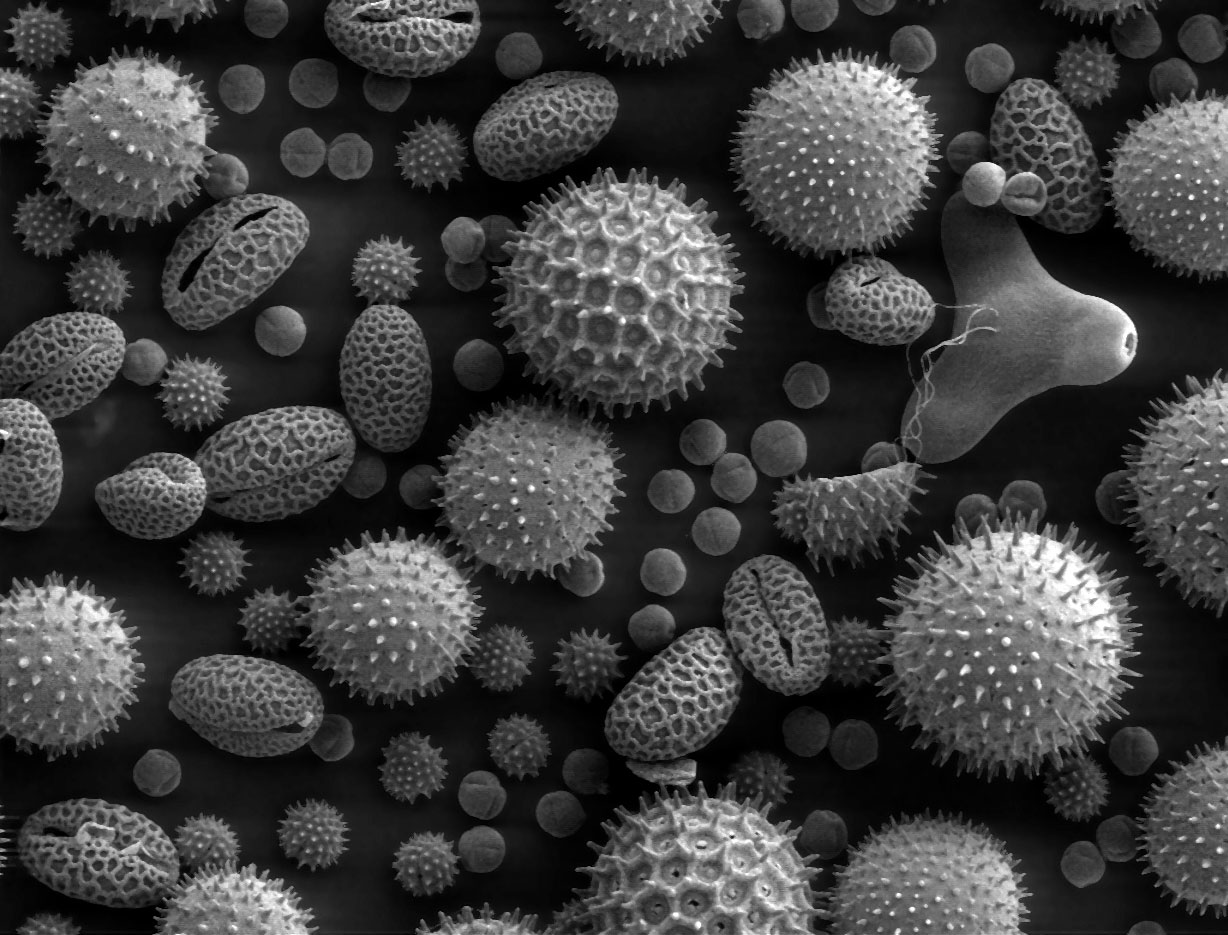
Stuifmeelkorrels onder een elektronenmicroscoop

Palynologie of pollenanalyse is het onderzoek van zowel recent als fossiel pollen, palynomorfen, sporen en andere microfossielen, zoals dinoflagellaten. De palynologie is aan het begin van de 20e eeuw ontwikkeld door de Zweedse geoloog Lennart von Post. Palynologie is als een hulpwetenschap zeer bruikbaar in de paleobotanie, paleo-ecologie, archeologie en klimatologie.
De celwand van stuifmeelkorrels blijft over het algemeen beter bewaard dan andere organische resten. Meestal kan pollen tot op het niveau van het geslacht worden gedetermineerd, soms tot op soortniveau. 
In de beginperiode van de toepassing van palynologisch of pollenanalytisch onderzoek werd het vooral gebruikt als relatieve dateringsmethode. Bij latere toepassingen worden tevens de C14-datering en na de ontdekking in 1978 de AMS-datering en de radiometrische datering gebruikt.
Pollenanalyse maakt een gedetailleerde reconstructie mogelijk van de vegetatie en van de veranderingen daarin. Palynologie kan zich wel uitspreken over veranderingen in de vegetatie, maar kan geen exact beeld geven van hoe de vegetatie eruitzag in het verleden. Aanvankelijk werden er vooral pollenkorrels van bomen (arboreaal pollen) geanalyseerd (de meeste pollendiagrammen bestonden enkel uit arboreaal pollen). Pas later ging men ook pollenkorrels van struiken, kruiden en grassen (non-arboreaal pollen) analyseren. Dit heeft ervoor gezorgd dat men meer informatie heeft, zoals voor dateringen van de menselijke impact op de vegetatie, de introductie van nieuwe soorten of gewassen, ontbossing en mutaties.

## Principes van het palynologisch onderzoek
Pollenkorrels variëren in grootte van ongeveer 5 tot 50 µm en zijn zelden groter dan 100 µm. De pollenkorrels zijn opgebouwd uit drie delen. Het centrum is de cel. Deze wordt omgeven door de cellulose of intine. De buitenkant bestaat uit de exine en kan onderverdeeld worden in twee delen, de endexine en ectexine. 
Meestal is de exine het enig bewaarde deel van de pollenkorrel. De exine is het best bekend door de vorm en de oppervlaktestructuren en vormt zo de basis voor een pollenanalyse.
De morfologie van elk pollentype laat toe om fossiel pollen te determineren. Maar het proces van fossilisatie kan enkele karakteristieken doen vervagen: de exine kan geoxideerd zijn of het pollen kan verschrompeld zijn.
De productie van pollenkorrels wordt beïnvloed door een aantal factoren die in drie groepen kunnen worden onderverdeeld:
1. De samenstelling van de monsters op de grond wordt bepaald door het aantal soorten en de verstuiving van de verschillende soorten;
2. Van het moment dat de pollenkorrels in de afzetting worden afgezet totdat men het monster neemt, kunnen er zich veranderingen voordoen in de afzetting. Dit kan de verhoudingen tussen de verschillende pollentypes beïnvloeden;
3. Er zijn ook de effecten van de staalname (bemonstering) en analytische technieken die de relatie tussen de flora en de identificatie ervan door de onderzoekers beïnvloeden.

Daarnaast zijn er verschillende factoren, die de samenstelling van de pollenkorrels die worden afgezet beïnvloeden:
- Een regionale component: deze component is afkomstig uit de lucht. Pollen wordt gevangen en vervoerd op hoogtes boven de toppen van de bomen,
- Een lokale component: de pollenproductie gaat in deze component van diffusie naar meer parallel als men dichter bij de grond komt. De afstand tussen de bron (van waaruit het pollen verspreid wordt) en de plaats waar de meeste pollenkorrels voorkomen is vrij klein
- De zwaartekrachtcomponent: normaal vallen de meeste pollenkorrels recht naar beneden. Maar de zwaartekracht zorgt ervoor dat sommig pollen niet gescheiden werd, waardoor het niet in verschillende korrels naar beneden viel, maar eventueel samen met resten van bloemen.

Een aantal auteurs (onder andere Jean Heim) verdelen de samenstelling van de pollenregen in vier groepen:
1. Lokale pollenregen: pollenkorrels afkomstig van planten en bomen dicht bij de plaats waar men het staal neemt;
2. Extra-lokale pollenregen: pollenkorrels afkomstig van planten en bomen binnen een afstand van 10-500 m;
3. Regionale pollenregen: afkomstig van een regio van enkele kilometers (0,5-10 km). De waarden van dit pollen bereikt zelden percentages van meer dan 10%;
4. Extra-regionale pollenregen: afkomstig van verder dan 10 km, zelden met percentages van meer dan 2%.

## Voorkomen
Niet in elk sediment kunnen pollenkorrels bewaard blijven. Pollenkorrels kunnen het beste overleven in zuurstofarme, voedselarme en vochtige omstandigheden zoals hoogveen, veenmoerassen en meren (zoals in gyttja), omdat daar de biologische afbraak verhinderd wordt.
Een eerste vereiste is dat de microbiologische activiteit laag is. Een tweede vereiste is dat de pollenkorrels vrij snel worden bedekt. Grotsedimenten zijn ook soms geschikt vanwege van hun vochtigheidsgraad en constante temperatuur. Andere contexten, zoals zandige sedimenten of open sites blootgesteld aan verwering, laten geen goede conservering van de pollenkorrels toe.
De pollenkorrels zijn dan vaak onderhevig aan afbraak en verticale plaatsverandering (tafonomie). Pollenkorrels kunnen ook aangetroffen worden in keramiek, graven, mummieresten, ongebakken leem, plooien van kiezen van grazers, ingewanden van bewaarde menselijke resten, coprolieten, oude latrines, enzovoort.

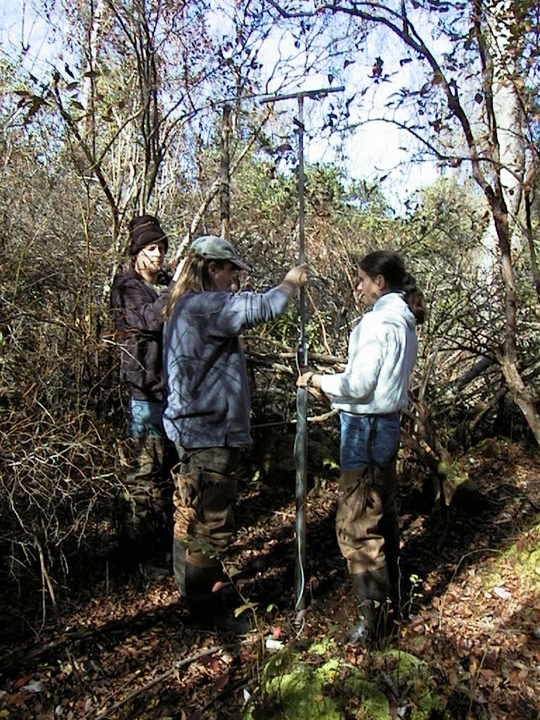
Staalname door middel van een grondboring bij Fort Bragg, North Carolina (V.S.).

## Staalname
Het veldwerk en de staalname (bemonstering) zijn van groot belang voor de pollenanalyse. Veel hangt af van de nauwkeurigheid waarmee men de stalen neemt. Voor men de stalen neemt, is het noodzakelijk dat men de stratigrafie, sedimenten en geomorfologie bestudeert, om zo achtergrondinformatie te verkrijgen. Aan de hand daarvan kan men meer te weten komen of er autochtone of allochtone sedimenten zijn, die plantenresten bevatten. Dit stelt de onderzoekers in staat om een onderscheid te maken tussen lokaal en regionaal geproduceerd pollen. Belangrijk is ook dat het gaat om een onverstoorde stratigrafie en dat er geen verstoring optreedt tussen de lagen.
De plaats en de wijze waarop men het staal gaat nemen, is ook van belang. In veel archeologische contexten is dit vrij logisch daar de keuze vaak al tot één bepaalde locatie binnen de site beperkt is. Als het gaat om een site waar menselijke activiteit voorkomt is het belangrijk om twee stalen te nemen: een op de plaats van de menselijke activiteit en een op grotere afstand. In de context van de menselijke activiteit verkrijgt men meer informatie over voedsel en dergelijke, terwijl het iets verder genomen staal meer informatie verschaft over de vegetatie. Maar als de vegetatie van een bepaalde regio wordt bestudeerd, is het belangrijk om een locatie te kiezen waar het sediment het best bewaard is.
Volgens Shackley4 is het beter om het staal te nemen uit een profiel of sectie dan dat men een boor gebruikt. Een van de belangrijkste redenen daarvoor is volgens Shackley contaminatie. Als men een staal uit een profiel neemt is het risico op contaminatie kleiner. Het staal zelf mag niet aangeraakt worden vanwege gevaar voor contaminatie. Het profiel moet schoongemaakt worden met een mes of troffel, die daarvoor en daarna ook moeten worden schoongemaakt. Daarna kan men het profiel fotograferen en/of intekenen. Op archeologische opgravingen worden meestal stalen genomen op een bepaalde afstand in de stratigrafie. In de begintijd van de pollenanalyse nam men stalen op een afstand van 250 mm van elkaar, nu werkt men met een interval van 50 mm (niet bij boringen).
Een staal kan men nemen op drie manieren:
- Men kan een proefbuis (50x20 mm) in het profiel duwen en daarna afsluiten met was. De proefbuis mag uit plastic of glas vervaardigd zijn en mag een ronde bodem hebben.
- Ook een blikje kan in het profiel geduwd worden. Dit moet men dan afsluiten met polytheen. Een handige grootte is 500x150x150 mm. Hierdoor worden ook grotere delen van het sediment meegenomen in het staal, deze kunnen dan voor de datering of een andere analyse worden gebruikt en
- Men kan ook stalen nemen met bijvoorbeeld een spatel, waarbij men onderaan in het profiel begint en zo naar boven werkt, om contaminatie te vermijden. Hierbij is het belangrijk dat men werkt met schone instrumenten.

Vaak is het zo dat men alleen pollenkorrels kan verkrijgen als men gaat boren. Dit gebeurt meestal op vochtige sites en gebieden die nog niet zijn opgegraven. Als het gaat om een kleine site, kan men genoeg hebben aan één boring. Bij een grotere site is het mogelijk dat men een aantal boringen uitvoert op een aantal intervallen.

## Pollenanalyse
Bij pollenanalyses legt men het staal in het laboratorium onder een microscoop. Aan de hand daarvan is men in staat om het fossiele en het moderne pollen van elkaar te scheiden. Sommige pollenkorrels kunnen niet van elkaar onderscheiden worden met een gewone lichtmicroscoop. Daarvoor wordt dan een elektronenmicroscoop gebruikt. Daarnaast is het mogelijk om de verschillende pollenkorrels te tellen onder de microscoop. Aanvankelijk gebeurde het tellen manueel, maar nu gebruikt men de computer hiervoor. Met de microscoop is het mogelijk om de familie en geslacht (genus) van de meeste korrels te achterhalen. Elke plantenfamilie en geslacht produceert unieke pollenkorrels, die men onder de microscoop vaak van elkaar kan onderscheiden.
Nadat men de korrels geteld en geïdentificeerd heeft, gaat men dit weergeven als een percentage ten opzichte van het totaal aantal pollen. In het diagram kan men dit doen voor het totaal aantal pollen, of enkel voor het arboreale of non-arboreale pollen. Dit wordt dan weergegeven in curves waardoor men een reflectie krijgt van het klimaat en de fluctuaties ervan tijdens een bepaalde periode. Daarbij gebruikt men de bekende huidige eisen van de planten voor hun groeiplaatsen als gids. Een van de simpelste vormen van een pollendiagram vertoont aan de linkerkant een verticaal zicht van de verschillende sedimenten. Er worden tal van symbolen gebruikt om de verschillende contexten of sedimenten weer te geven. Op elk niveau is het staal voorgesteld door een horizontaal niveau, terwijl het percentage aan de hand van een horizontale lijn wordt weergegeven en elke laag zich kan laten onderscheiden door zijn symbool. Elke horizontale lijn stelt een pollenspectrum voor en de verschillende soorten in de verschillende niveaus maken het pollendiagram compleet. Er worden altijd intervallen getoond van 10% en de grafiek worden op een arithmetische schaal (en niet op een logaritmische schaal) getekend. Pollendiagrammen kunnen ofwel enkel het boompollen bespreken ofwel allerlei soorten pollen.
Men kan ook nog andere middelen gebruiken om de pollenanalyse voor te stellen, bijvoorbeeld een histogram of taartdiagram. Een histogram is handig, daar het een meer objectieve presentatie weergeeft van het materiaal. Een taartdiagram wordt gebruikt om regionale verschillen of gelijkenissen in de vegetatie weer te geven. Het kan niet gebruikt worden om de flora van een site te interpreteren.
Sinds de laatste 20 jaar is de palynologie een wetenschap op zich geworden. Men maakt gebruik van statistische analyses. Numerieke methodes hebben het grote voordeel dat de onderzoeker als het ware verplicht wordt om de eigenschappen van zijn data te herkennen. Daardoor is het ook makkelijker geworden om verschillende zaken met elkaar te vergelijken. Numerieke analyses worden vaak gebruikt om complexe en moeilijke stratigrafische data objectief te bestuderen.

## Dateren van pollendiagrammen
Meestal gebruikt men koolstofdateringen of andere radiometrische dateringen om de pollendiagrammen te dateren. Het gaat dan vooral om conventionele en AMS 14C dateringen. In 1949 heeft Willard Frank Libby de eerste C14-dateringen gepubliceerd. Deze dateringen worden meestal uitgedrukt in B.P. (Before Present, waarbij 'present' 1950 is). De meest gebruikte en bekende isotopendatering is de C14-methode die door Libby werd ontwikkeld.
De materialen waarop men een dergelijke datering kan uitvoeren zijn dan ook vrij belangrijk en zeker als ze aanwezig zijn in een pollenstaal, waardoor men het pollendiagram van een datering kan voorzien. Hout en houtskool zijn geschikte materialen en vooral houtskool wordt veel gebruikt, daar dit op sommige archeologische sites frequent voorkomt. Maar men moet er wel rekening mee houden dat houtskool vrij gemakkelijk gecontamineerd kan worden. Ook been en schelpen kunnen gebruikt worden, omdat ze collageen bevatten, maar dit collageen verdwijnt wel vrij snel, waardoor er voor oude monsters heel wat beenderen of schelpen nodig zijn om een goed radiocarbondatering te bekomen. Ook andere materialen zoals veen, mortel, humeuze sedimenten en dergelijke kunnen gebruikt worden voor een datering.
In het staal, waarop men een pollenanalyse wil uitvoeren, is er meestal organisch materiaal aanwezig. Op dit organisch materiaal kan dan een radiocarbondatering uitgevoerd worden. dit kan gebeuren op verschillende niveaus (plaatsen) in het staal. Dikwijls gaat men ook geïnterpoleerde dateringen gebruiken. Dit past men toe wanneer men niet veel C14-dateringen heeft. Daarbij gaat men uit van een veronderstelde continue snelheid van sedimentatie per jaar. Het is vanzelfsprekend dat deze laatste manier van dateren niet altijd even betrouwbaar en correct is.
Dateringen die worden weergegeven in B.P. kan men de dag van vandaag gemakkelijk kalibreren door gebruik te maken van kalibratiecurves, er bestaan daarvoor verschillende computerprogramma's.

## Problemen die optreden bij pollenanalyses
Verschillende factoren beïnvloeden de samenstelling van de flora en dit is zichtbaar in de natuurlijke vegetatie. Zo vertoont het pollendiagram bijvoorbeeld pollen van bloeiende planten en bomen. Dus als een boom bijvoorbeeld wordt omgehakt vooraleer hij gebloeid heeft, wordt deze niet weergegeven in het pollendiagram.
Hoe het pollen wordt getransporteerd is ook enorm belangrijk. Pollenkorrels kunnen door de wind worden verplaatst en deze noemt men dan anemofiel pollen. Daarnaast kan pollen ook door de mens of door dieren verplaatst worden. Dit is entomofiel pollen.
Het aantal pollenkorrels is ook afhankelijk van de soort. Zo produceert een den meer korrels dan een eik. Daardoor is het mogelijk dat bepaalde soorten ondervertegenwoordigd zijn in het pollendiagram. Dit kan te wijten zijn aan verschillende zaken, maar dat wil niet zeggen dat ze helemaal niet voorkwamen in de omgeving van de plaats waar men het staal genomen heeft. Sommige van het gedomesticeerd pollen, zoals autogame of zelfbestuivende planten (bijvoorbeeld tarwe) zijn ondervertegenwoordigd in vergelijking met andere (bijvoorbeeld rogge), zeker de cleistogame planten. Als het pollen van de planten via dieren is overgebracht, dan kan het zijn dat er maar weinig van het pollen bewaard is. Een deel van het geproduceerde pollen gaat ook verloren in bijvoorbeeld de zee of meren. Ook de hoogte beïnvloedt de samenstelling van de pollenkorrels. Planten, die voorkomen in hoger gelegen gebieden, produceren ook minder pollen. Als er bewoning voorkwam op de site, waarvan het staal afkomstig is, dan is het mogelijk dat het aantal korrels ook daardoor beïnvloed is, men krijgt in deze gebieden vaak geen goed beeld van de vegetatie.
Bij bepaalde soorten ziet men dat de exinelaag sneller afbreekt, waardoor deze ook ondervertegenwoordigd zullen zijn in het pollendiagram. Contaminatie vormt ook een belangrijk probleem. Dit heeft vaak te maken met secundair pollen of sedimenten met pollen, die meer dan één keer worden afgezet. Bij de staalname moet men ook opletten voor contaminatie.
Het is dus duidelijk dat de hoeveelheid geproduceerd pollen, die wordt afgezet in een bepaald gebied, niet alleen afhankelijk is van de frequentie van soorten in het gebied, maar ook van de wind, de turbulentie, de productie van pollenkorrels per soort, de frequentie van de bloei en de sedimentatiegraad in de afzetting.